# آخرین پادشاه اسکاتلند
آخرین پادشاه اسکاتلند (به انگلیسی: The Last King of Scotland) نام فیلمی محصول ۲۰۰۶ به کارگردانی کوین مک‌دونالد و نویسندگی جرمی براک و پیتر مورگان است. فارست ویتاکر بازیگر این فیلم در نقش عیدی امین برنده جایزه اسکار بهترین بازیگر نقش اول مرد شد.
این فیلم که نظر منتقدان بسیاری را به خود جلب کرد، برگرفته شده از رمانی با همین نام می‌باشد که در سال ۱۹۹۸ منتشر شد. این رمان بر پایه خاطرات یک شخصیت خیالی که دکتری اسکاتلندی است با نام نیکولاس گریگان (با بازی جیمز مک‌آووی) که به استخدام عیدی امین رئیس‌جمهور دیکتاتور اوگاندا (سال‌های ۱۹۷۱ تا ۱۹۷۹) نوشته شده و صرف نظر از وجود این کاراکتر رخدادها کم و بیش مبتنی بر وقایع تاریخی است.